# فلمینگ نیمن
فلمینگ نیمن (انگلیسی: Flemming Niemann؛ زادهٔ ۷ اوت ۱۹۹۶) بازیکن فوتبال است.
از باشگاه‌هایی که در آن بازی کرده‌است می‌توان به باشگاه فوتبال کارلسروهه اشاره کرد.